# Azzurra Principi
Azzurra Principi (Foligno, 13 maggio 1992) è una calciatrice italiana giocatrice della Fc Sambenedettese Femminile.

## Carriera

### Nazionale
Nel febbraio 2016 è stata convocata per la prima volta dal commissario tecnico Antonio Cabrini nella nazionale italiana in occasione della Cyprus Cup 2016, in programma dal 2 al 9 marzo 2016, ed esordendo nella finale per il terzo posto contro la Rep. Ceca. Nel novembre 2016 viene nuovamente convocata da Antonio Cabrini in occasione del Torneo Internazionale Manaus 2016, in programma dal 7 al 18 dicembre 2016.

## Statistiche

### Presenze e reti nei club
Aggiornato al 23 maggio 2021.
| Stagione             | Squadra              | Campionato           | Campionato | Campionato | Coppe nazionali | Coppe nazionali | Coppe nazionali | Totale | Totale |
| Stagione             | Squadra              | Comp                 | Pres       | Reti       | Comp            | Pres            | Reti            | Pres   | Reti   |
| -------------------- | -------------------- | -------------------- | ---------- | ---------- | --------------- | --------------- | --------------- | ------ | ------ |
| 2007-2008            | Grifo Perugia        | A2                   | 18         | 3          | CI              | ?               | ?               | ?      | ?      |
| 2008-2009            | Grifo Perugia        | A2                   | 17         | 4          | CI              | ?               | ?               | ?      | ?      |
| 2009-2010            | Firenze              | A2                   | 16         | 3          | CI              | ?               | ?               | ?      | ?      |
| 2010-2011            | Grifo Perugia        | A2                   | 16         | 4          | CI              | ?               | ?               | ?      | ?      |
| Totale Grifo Perugia | Totale Grifo Perugia | Totale Grifo Perugia | 51         | 11         |                 | ?               | ?               | ?      | ?      |
| 2011-2012            | Foligno              | A2                   | 25         | 7          | CI              | ?               | ?               | ?      | ?      |
| 2012-2013            | Foligno              | A2                   | 16         | 4          | CI              | ?               | ?               | ?      | ?      |
| 2013-2014            | Foligno              | B                    | 21         | 6          | CI              | ?               | ?               | ?      | ?      |
| Totale Foligno       | Totale Foligno       | Totale Foligno       | 62         | 17         |                 | ?               | ?               | ?      | ?      |
| 2014-2015            | San Zaccaria         | A                    | 20         | 3          | CI              | ?               | 1               | ?      | ?      |
| 2015-2016            | San Zaccaria         | A                    | 19         | 2          | CI              | 3               | 1               | 22     | 3      |
| 2016-2017            | San Zaccaria         | A                    | 22+1       | 7+1        | CI              | 2               | 2               | 25     | 10     |
| 2017-2018            | San Zaccaria         | A                    | 10         | 0          | CI              | 2               | 0               | 12     | 0      |
| Totale San Zaccaria  | Totale San Zaccaria  | Totale San Zaccaria  | 72         | 13         |                 | 7+              | 4               | 79+    | 16     |
| 2018-2019            | Ravenna              | B                    | 0          | 0          | CI              | 0               | 0               | 0      | 0      |
| 2019-2020            | San Marino           | B                    | 7          | 0          | CI              | 0               | 0               | 7      | 0      |
| 2020-2021            | Ducato Spoleto       | C                    | ?          | ?          | CIC             | ?               | ?               | ?      | ?      |
| 2022-                | FC Sambenedettese    | C                    | 5          | 1          |                 |                 |                 |        | 1      |
| Totale carriera      | Totale carriera      | Totale carriera      | 198        | 42         |                 | 7+              | 4+              | 205+   | 46+    |

### Cronologia presenze e reti in nazionale
| Cronologia completa delle presenze e delle reti in nazionale ― Italia | Cronologia completa delle presenze e delle reti in nazionale ― Italia | Cronologia completa delle presenze e delle reti in nazionale ― Italia | Cronologia completa delle presenze e delle reti in nazionale ― Italia | Cronologia completa delle presenze e delle reti in nazionale ― Italia | Cronologia completa delle presenze e delle reti in nazionale ― Italia | Cronologia completa delle presenze e delle reti in nazionale ― Italia | Cronologia completa delle presenze e delle reti in nazionale ― Italia |
| Data                                                                  | Città                                                                 | In casa                                                               | Risultato                                                             | Ospiti                                                                | Competizione                                                          | Reti                                                                  | Note                                                                  |
| --------------------------------------------------------------------- | --------------------------------------------------------------------- | --------------------------------------------------------------------- | --------------------------------------------------------------------- | --------------------------------------------------------------------- | --------------------------------------------------------------------- | --------------------------------------------------------------------- | --------------------------------------------------------------------- |
| 9-3-2016                                                              | Larnaca                                                               | Italia                                                                | 3 – 1                                                                 | Rep. Ceca                                                             | Cyprus Cup 2016                                                       | -                                                                     | 54’                                                                   |
| 14-12-2016                                                            | Manaus                                                                | Brasile                                                               | 3 – 1                                                                 | Italia                                                                | Torneio Internacional 2016                                            | -                                                                     | 61’                                                                   |
| Totale                                                                |                                                                       | Presenze                                                              | 2                                                                     |                                                                       | Reti                                                                  | 0                                                                     |                                                                       |

| Cronologia completa delle presenze e delle reti in nazionale ― Italia under 19 | Cronologia completa delle presenze e delle reti in nazionale ― Italia under 19 | Cronologia completa delle presenze e delle reti in nazionale ― Italia under 19 | Cronologia completa delle presenze e delle reti in nazionale ― Italia under 19 | Cronologia completa delle presenze e delle reti in nazionale ― Italia under 19 | Cronologia completa delle presenze e delle reti in nazionale ― Italia under 19 | Cronologia completa delle presenze e delle reti in nazionale ― Italia under 19 | Cronologia completa delle presenze e delle reti in nazionale ― Italia under 19 |
| Data                                                                           | Città                                                                          | In casa                                                                        | Risultato                                                                      | Ospiti                                                                         | Competizione                                                                   | Reti                                                                           | Note                                                                           |
| ------------------------------------------------------------------------------ | ------------------------------------------------------------------------------ | ------------------------------------------------------------------------------ | ------------------------------------------------------------------------------ | ------------------------------------------------------------------------------ | ------------------------------------------------------------------------------ | ------------------------------------------------------------------------------ | ------------------------------------------------------------------------------ |
| 19-9-2009                                                                      | Madrid                                                                         | Bulgaria under 19                                                              | 0 – 6                                                                          | Italia under 19                                                                | Qual. Europeo under 19 2010                                                    | -                                                                              |                                                                                |
| 21-9-2009                                                                      | Madrid                                                                         | Irlanda del Nord under 19                                                      | 0 – 6                                                                          | Italia under 19                                                                | Qual. Europeo under 19 2010                                                    | 1                                                                              |                                                                                |
| Totale                                                                         |                                                                                | Presenze                                                                       | 2                                                                              |                                                                                | Reti                                                                           | 1                                                                              |                                                                                |

| Cronologia completa delle presenze e delle reti in nazionale ― Italia under 17 | Cronologia completa delle presenze e delle reti in nazionale ― Italia under 17 | Cronologia completa delle presenze e delle reti in nazionale ― Italia under 17 | Cronologia completa delle presenze e delle reti in nazionale ― Italia under 17 | Cronologia completa delle presenze e delle reti in nazionale ― Italia under 17 | Cronologia completa delle presenze e delle reti in nazionale ― Italia under 17 | Cronologia completa delle presenze e delle reti in nazionale ― Italia under 17 | Cronologia completa delle presenze e delle reti in nazionale ― Italia under 17 |
| Data                                                                           | Città                                                                          | In casa                                                                        | Risultato                                                                      | Ospiti                                                                         | Competizione                                                                   | Reti                                                                           | Note                                                                           |
| ------------------------------------------------------------------------------ | ------------------------------------------------------------------------------ | ------------------------------------------------------------------------------ | ------------------------------------------------------------------------------ | ------------------------------------------------------------------------------ | ------------------------------------------------------------------------------ | ------------------------------------------------------------------------------ | ------------------------------------------------------------------------------ |
| 5-11-2007                                                                      | Madrid                                                                         | Italia under 17                                                                | 6 – 2                                                                          | Bulgaria under 17                                                              | Qual. Europeo under 17 2008                                                    | -                                                                              |                                                                                |
| 7-11-2007                                                                      | Madrid                                                                         | Italia under 17                                                                | 2 – 3                                                                          | Rep. Ceca under 17                                                             | Qual. Europeo under 17 2008                                                    | -                                                                              |                                                                                |
| 10-11-2007                                                                     | Madrid                                                                         | Spagna under 17                                                                | 1 – 1                                                                          | Italia under 17                                                                | Qual. Europeo under 17 2008                                                    | 1                                                                              |                                                                                |
| 7-10-2008                                                                      | Bardolino                                                                      | Italia under 17                                                                | 3 – 1                                                                          | Azerbaigian under 17                                                           | Qual. Europeo under 17 2009                                                    | -                                                                              |                                                                                |
| 9-10-2008                                                                      | Bardolino                                                                      | Italia under 17                                                                | 1 – 0                                                                          | Islanda under 17                                                               | Qual. Europeo under 17 2009                                                    | -                                                                              |                                                                                |
| 12-10-2008                                                                     | Bardolino                                                                      | Francia under 17                                                               | 5 – 0                                                                          | Italia under 17                                                                | Qual. Europeo under 17 2009                                                    | -                                                                              |                                                                                |
| Totale                                                                         |                                                                                | Presenze                                                                       | 6                                                                              |                                                                                | Reti                                                                           | 1                                                                              |                                                                                |

## Palmarès

### Club
- Campionato italiano di Serie A2: 1

Firenze: 2009-2010